# سوتارو ياسودا
سوتارو ياسودا (باليابانية: 保田 聡太郎) هو ممثل وعارض أزياء أمريكي ياباني ولد في يوم 29 يناير 1986 في شاطئ نيوبورت في كاليفورنيا، بدأ التمثيل في سنة 2005 ومثل في عدة أفلام يابانية.